# Раево (Тульская область)
Раево — село в Тёпло-Огарёвском районе Тульской области России.
В рамках административно-территориального устройства входит в Крюковский сельский округ Тёпло-Огарёвского района, в рамках организации местного самоуправления включается в Волчье-Дубравское сельское поселение.

## География
Расположено в 20 км к юго-западу от районного центра посёлка Тёплое в наивысшей точке Среднерусской возвышенности — 293 м над уровнем моря.

## Население
| 2010 |
| ---- |
| 3    |

## История
Село Раево основано в XVII веке группой служилых людей детей боярских — однодворцев: Труфановых, Бологовых, Старухиных, Васильевых, Селютиных, Сапрыкиных, Черных и Кустовиновых. В XVII веке округа села Раево относилась к Пятницкому стану Чернского уезда и была заселена служилыми людьми. Сохранилась межевая книга Чернского уезда за 1679—1680 года, в которой описывались земли у села Раево. В ней указано, что землёй «…под Плавским и Раевским лесом от Живого колодезя и от Раевского лесу к Рогатому лесу …по Скороденской дороге через Филиппово озеро к Осинову кусту к Плотову лесу, и от Плотова леса к верховью речки Плавы и вверх по Плаве к тому ж Раеву лесу …» владели помещики — однодворцы : Аким Ананиин сын Бологовъ — у него 40 чети поместной земли,
Абакум и Макар Семеновы дети Селютины — у них по 20 чети земли,
Ермол Авдеев сын Сопелкинъ — 20 чети земли,
Антип Давыдов сын Труфановъ — 15 чети поместной земли,
Фрол Захаров сын Старухинъ — за ним 30 чети земли,
Яков Наумов сын Кустовиновъ — 20 чети, … и другие дети боярские — однодворцы.